# Tonga en los Juegos Olímpicos de Atlanta 1996
Tonga estuvo representada en los Juegos Olímpicos de Atlanta 1996 por cinco deportistas, cuatro hombres y una mujer, que compitieron en tres deportes.
El portador de la bandera en la ceremonia de apertura fue el boxeador Paea Wolfgramm.

## Medallistas
El equipo olímpico tongano obtuvo las siguientes medallas:
| Nombre         | Deporte | Competición |
| -------------- | ------- | ----------- |
| Oro            |         |             |
| —              |         |             |
| Plata          |         |             |
| Paea Wolfgramm | Boxeo   | +91 kg M    |
| Bronce         |         |             |
| —              |         |             |